# 小行星1481
小行星1481（1481 Tübingia）是一颗主带小行星，是卡爾·威廉·萊茵姆特在1938年2月7日于海德堡发现的。于爾約·韋伊塞萊在同年2月22日亦独立发现了这颗小行星，并在萊茵姆特之前首先声明了自己的发现。
該小行星以德國的城市圖賓根命名。